# Глыбочка Южная
Глыбочка Южная (бел. Глы́бачка, Глыбачка Паўднёвая) — озеро в Ушачском районе Витебской области Белоруссии. Относится к бассейну реки Дива.

## Описание
Озеро Глыбочка Южная располагается в 26 км к северо-востоку от городского посёлка Ушачи, возле агрогородка Глыбочка. Севернее расположено озеро Глыбочка Северная. Водоёмы не соединяются между собой, однако в некоторых источниках упоминаются как единый объект.
Площадь поверхности озера составляет 0,07 км², длина — 0,35 км, наибольшая ширина — 0,25 км. Длина береговой линии — 0,95 км.
Склоны котловины высотой 3—5 м. Восточные склоны покрыты лесом, южные заболочены и поросли кустарником, западные и северные — распаханные. На востоке и юге к озеру примыкает узкая заболоченная пойма. Берега низкие, преимущественно заболоченные, поросшие кустарником.
Из южной части озера вытекает ручей, впадающий в озеро Рукшанское.
В озере обитают карась, лещ, плотва, линь, окунь и другие виды рыб.